# Krijger Molenaars
Krijger Molenaars was een in Renesse gevestigde meelfabriek.

## Geschiedenis van het bedrijf

### 1847 - De bouw
De in Noordwelle wonende Frans van Vessem (geb. 1802) besluit in Renesse een molen te bouwen. Op 11 juli legt zijn 13-jarige zoon Willem de eerste steen. Al in december plaatst hij een advertentie waarin hij de molen ten verkoop aanbiedt. Het is niet bekend of de molen toen ook werkelijk verkocht is. Deze molen is niet de eerste molen in Renesse. Aan de Oude Moolweg heeft in de 16e eeuw ook een molen gestaan, wat te zien is op een oude gravure.

### 1862
Jakob Dambruin (geb. 1833) blijkt nu eigenaar te zijn van de molen. Het lijkt erop dat het beroep molenaar geen goede naam heeft gezien de advertentie waarin hij “eene prompte en eerlijke bediening” belooft.
Zijn zoon Herman wordt in dit jaar geboren en zal later de molen overnemen. Hermans zoon Jakob Klaas (geb. 1887) zal de derde eigenaar met de naam Dambruin worden.
Eens raakte een van de houten roeden los en kraakte af waarna de molen een tijdlang met slechts twee wieken draaide. Nog vóór 1920 werden hiervoor een ijzeren roede geïnstalleerd.

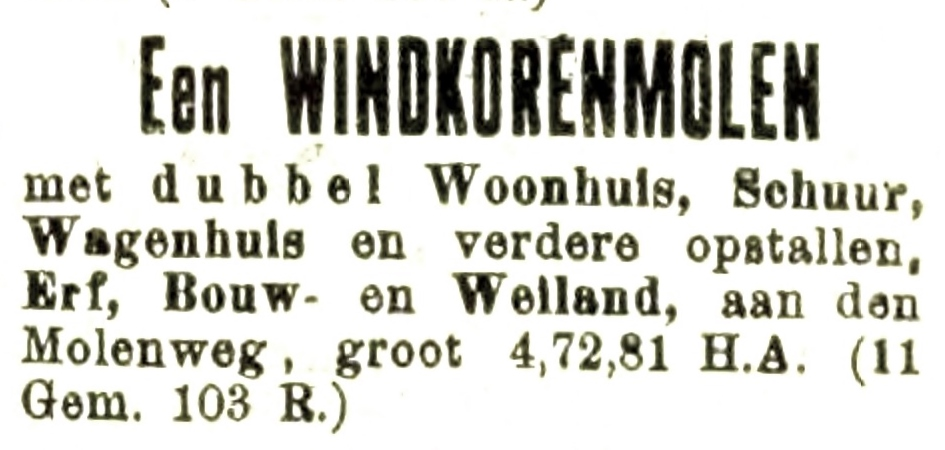
Advertentie waarin Dambruin de molen te koop aanbiedt.

### 1924 - De eerste Krijger

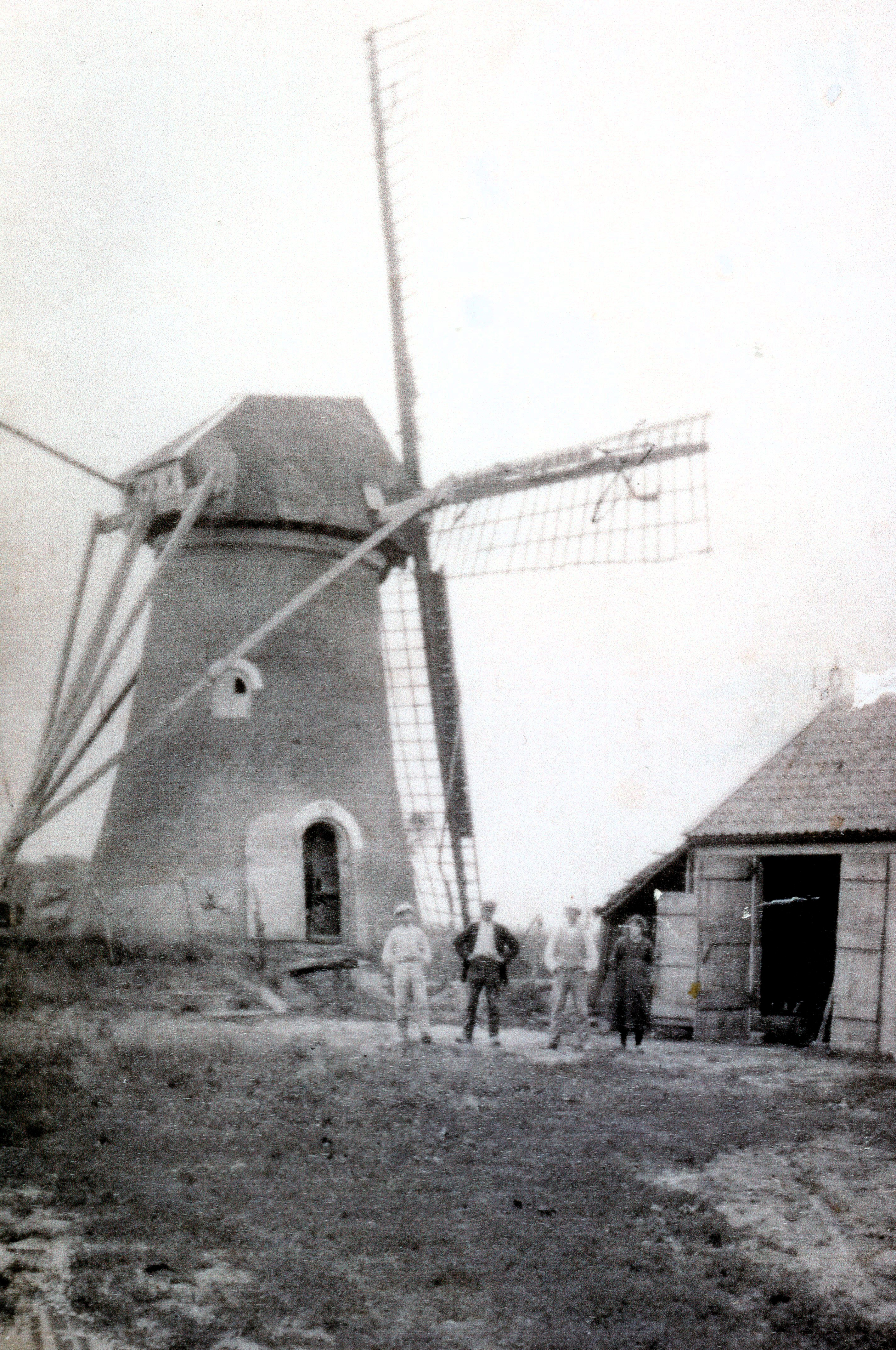
Foto uit waarschijnlijk 1920 met op de voorgrond Jacob Dambruin en een medewerker.

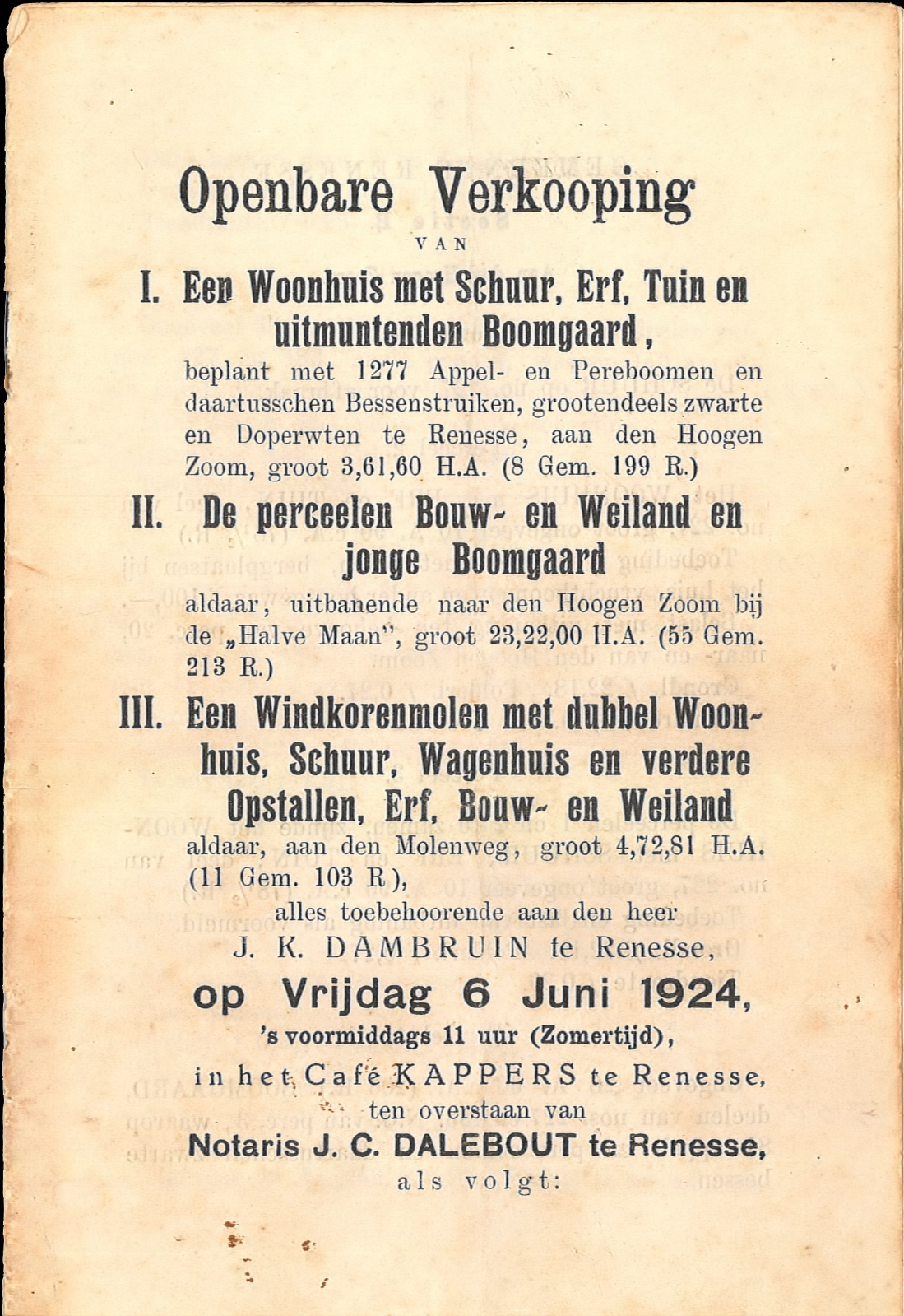
Het boekje voor bij de veiling van de molen.

De zaken bij Dambruin gaan niet goed, het faillissement wordt uitgesproken. De molen komt in de openbare verkoop. De molen zonder naam is een grondzeiler met een vlucht van 17,84 meter met twee koppels maalstenen en een pelsteen. Het wagenhuis naast de molen werd al in 1910 gebouwd. Verder behoren bij de koop ook nog 2 woningen en 4 hectare land. Een voordeel van de ligging van de molen is dat er geen bomen in de nabijheid zijn en slechts lage duinen, dus volop wind.
De dan 23-jarige Martinus Marinus Krijger uit Poortvliet koopt de molen op 6 juni 1924 voor 7016,89 gulden.
De molen verkeert in slechte staat en heeft geen klanten.
In deze tijd is het nog vaak gebruikelijk dat in loondienst wordt gemalen. De boer levert tarwe aan de molenaar die het maalt en de bloem naar de bakker brengt. Deze bakt de broden waarvan de boer er een afgesproken aantal ophaalt. Dit alles met gesloten beurzen. Als loon voor het malen mag de molenaar de zemelen houden, die hij dan weer in het veevoer kan verwerken. Waarschijnlijk is Martinus zo begonnen.
Maar op deze manier ben je vrij beperkt en Martinus gaat zelf tarwe kopen. Zijn eerste tarwe haalt hij bij Jan Beije van Bona-Fide in Renesse. Hij vervoert de tarwe met de kruiwagen, daar gaan twee zakken tegelijk in.
De tarwe zit in jute zakken. Het gewicht kan aardig variëren, soms tot wel 80 kg per zak. Het meel gaat in zakken van betere kwaliteit, anders stuift het te veel.

### 1925
Vanwege de slechte toestand van de molen wordt in het wagenhuis een dubbele maalstoel geplaatst, aangedreven door een 18 pk Deutz dieselmotor (zie hoofdstuk 4). De molen wordt van zijn wieken ontdaan en alleen nog gebruikt als graanopslag. De vermaling bestaat in het begin voornamelijk uit boerenwerk en levert weinig op

### 1926
In juni koopt Martinus een T-Ford waarmee behalve graan en meel ook melk wordt gereden voor melkfabriek “De Duif” in Nieuwerkerk. Zo krijgt hij meer contact met de boeren, geeft hun raad hoe ze hun dieren moeten voederen, en vergroot zo zijn omzet.

### 1930

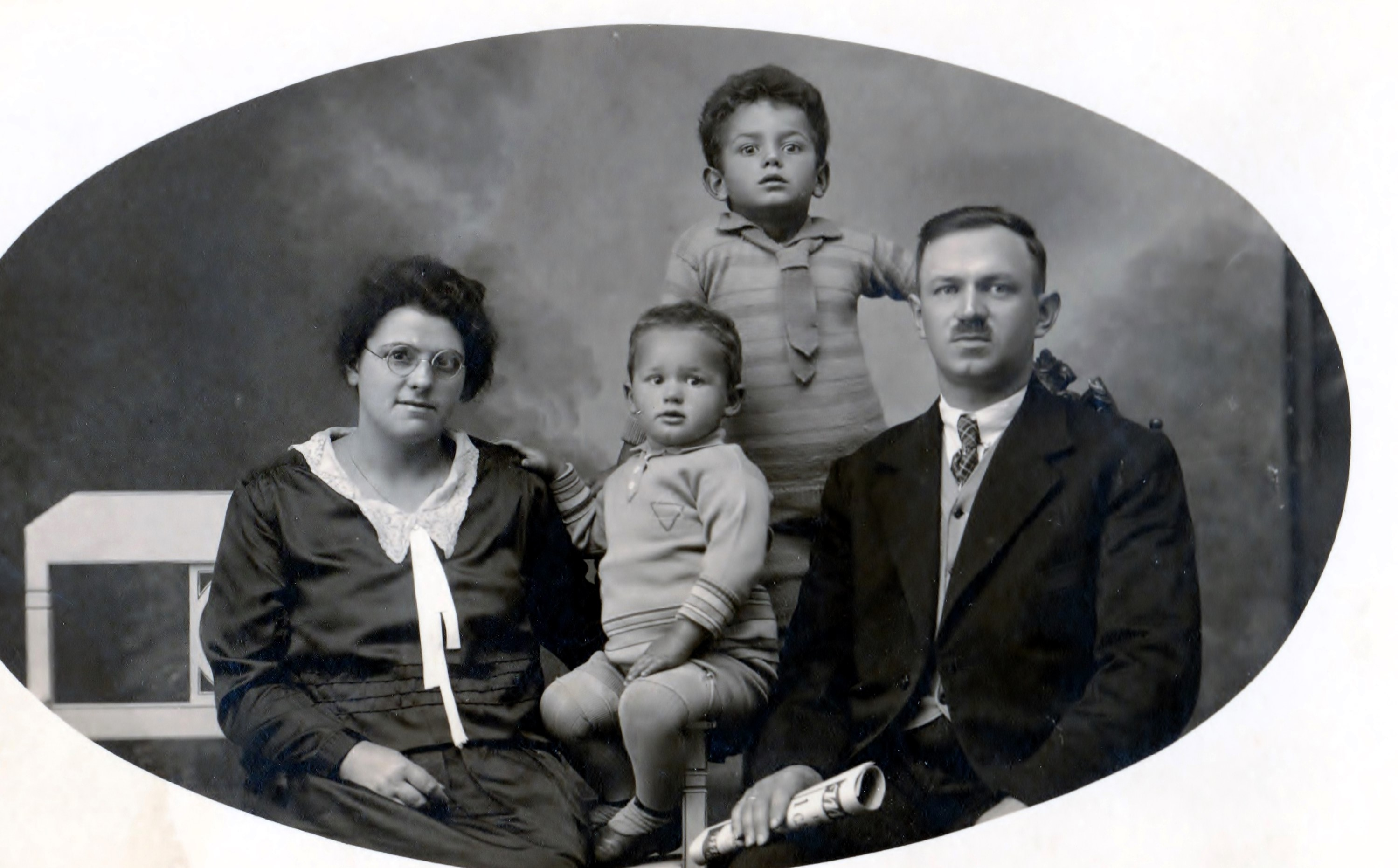
Het gezin Krijger met vlnr Dina, Jan (1929), Johannes (1926) en Martinus

Martinus gaat zelf varkens mesten en experimenteert met allerlei voersamenstellingen. De resultaten zijn dusdanig dat het vertrouwen van de boeren in hem sterk groeit. Het eigen proefbedrijf werpt veel vruchten af, de omzet aan veevoer stijgt flink.

### 1934

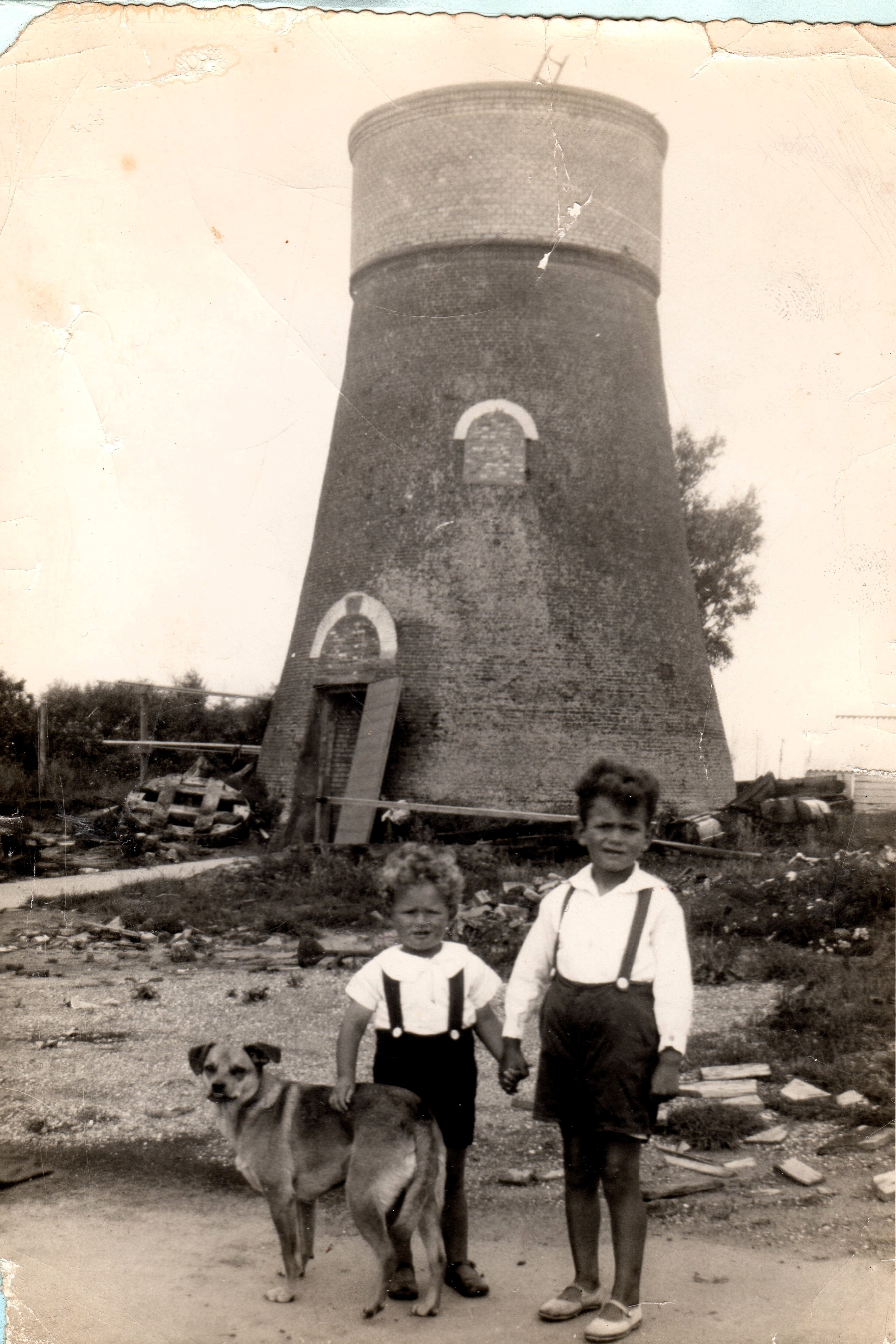
1933: Jan en Johannes poseren voor de molenromp die als tarweopslag gebruikt wordt.

De oudste nog bewaarde financiële balans gaat over het boekjaar van 4 april 1933 tot 4 april 1934. Hierop staan als onroerende goederen: 1 woonhuis met tuin (nu Hoogenboomlaan 30), 2 woonhuizen met schuur (nu nr. 36), 1 motormaalderij met kantoor, 2 varkensschuren en de molenromp als opslagsilo.
Machines: 1 dieselmotor 38 pk, 1 reserve dieselmotor 22 pk, 1 benzinemotor 3 pk, 1 dynamo met accu, 4 elevatoren, Maalstoelen, 1 buil (zeef), 2 transportschroeven, 1 bascule, zakken enz.
Auto’s: 1 Chevrolet 1931 vrachtwagen, 1 Chevrolet 1927 luxeauto.
Verder 67 varkens en 140 kippen, mais, rogge, tarwe, gerst en verschillende meelsoorten. De gewichten zijn niet zichtbaar.

### 1937
Nog vóór de Tweede Wereldoorlog levert Krijger al koekjesbloem aan Rotterdamse bakkerijen. De zachte Zeeuwse tarwe is hiervoor bij uitstek geschikt.
Er komen nog een vrachtwagen met chauffeur, twee maalhulpen en een vertegenwoordiger bij. Op de plek van het wagenhuis wordt een nieuwe schuur gezet met daarin drie elektromotoren van 2, 3 en 55 pk die de dieselmotoren gaan vervangen. Direct of via tussenassen moeten zij “1 maalmolen, 1 hamermolen, 1 schilmachine, 2 mengmachines en bybehorende elevators, dryfwerk enz.” aandrijven.
Het wordt nodig te specialiseren in het sterk groeiende bedrijf en er komen een vertegenwoordiger, een chauffeur en diverse maalknechten bij.
Vanaf vliegveld Haamstede vliegt Martinus regelmatig naar Rotterdam om op de beurs tarwe en veevoergrondstoffen te kopen.

### 1940 - De tweede wereldoorlog en de ramp
De Tweede Wereldoorlog breekt uit en er vallen ook op Schouwen-Duiveland bommen. Op 26 juni 1940 wordt het terrein van Krijger getroffen door negen bommen. Het paard wordt dodelijk geraakt door een granaatscherf. Het woonhuis, twee arbeiderswoningen, de maalderij en een hok voor kippen en varkens worden beschadigd.
Martinus dient op 2 juli een verzoek tot schadevergoeding in bij de Dienst Wederopbouw en Bouwnijverheid van 3500 gulden. Uiteindelijk wordt, na heel veel papierwerk in 1943 een bedrag van 2830 gulden uitgekeerd.
In de loop van de oorlog wordt de molenromp behalve als opslagsilo, ook nog door de Wehrmacht gebruikt voor verlichting van het schijnvliegveld. Dit ligt een kilometer westelijk van de molen, bij Biesterveld.
Martinus’ zonen Johannes en Jan komen in de zaak en beginnen beiden als leer- en loopjongen.
Aan het eind van de oorlog maalt Martinus een paar maanden op de windmolen ’t Hert in Ellemeet, waarschijnlijk omdat er op de molen in Renesse geen elektrische stroom is.

### 1946
Na de oorlog laat Martinus een mooi staaltje verkooptechniek zien. Hij wil de verloren gegane omzet terug en stuurt een vrachtwagen volgeladen met bloem naar Delft en omstreken. Aan de chauffeur en de bijrijder geeft hij de opdracht aan elke bakker die ze kunnen vinden een gratis baal te geven met de mededeling “als het goed bevalt hopen we op een bestelling van jullie en willen we wel zaken doen”.
En het bevalt heel goed. Bijna heel Delft wordt klant, later komen er bakkers bij tot in Den Haag toe. Ook een grote klant in Vlaardingen komt erbij.
Krijger gaat ook de wederverkoop van Delfia veevoeders, van Calvé uit Delft, doen. Zo zijn de vrachtwagens ook op de terugweg volgeladen.

### 1948
M. M. Krijger Graan- en Meelhandel, zoals het bedrijf heet, heeft de wind in de zeilen en Martinus laat voor 19.250 gulden de Romney-loods bouwen door metselaar-aannemer Van den Hoek uit Renesse. Een neef van Martinus, Marinus van Nieuwenhuijzen uit Poortvliet, is de architect. Het grote gebouw met het ronde dak dient als “bergplaats voor granen en meel e.d.”. In de vergunning wordt nog opgemerkt: “dat op ruime schaal beplanting wordt aangebracht, teneinde de gebouwen aan het zicht te onttrekken”.

### 1951
Johannes en Jan worden mede aandeelhouder en komen in de directie. De naam van het bedrijf wordt omgezet in Fa. M. M. Krijger Graan- en Meelhandel.

### 1953
De stormvloedramp. In de nacht van 1 februari breken de dijken op meerdere plaatsen in Zuidwest Nederland door. De duingronden en een groot deel van Renesse blijven wel droog, maar de rest van het eiland staat, zeker met vloed, voor een groot deel onder water waardoor de wagens niet weg kunnen uit Renesse. De omzet stort, evenals na de oorlog, weer in.
Vrachtauto’s en chauffeurs worden verhuurd aan Simon Hart, vrachtrijder in Renesse, die ze weer inzet voor het herstel van het eiland en zelfs voor verhuizingen.
De wederopbouw gaat vrij snel en er worden opnieuw contacten gelegd met klanten “in Holland”. Bij laag water kan het veer bij Zijpe (Bruinisse) bereikt worden en spoedig wordt dag en nacht gereden om de klanten te bevoorraden.

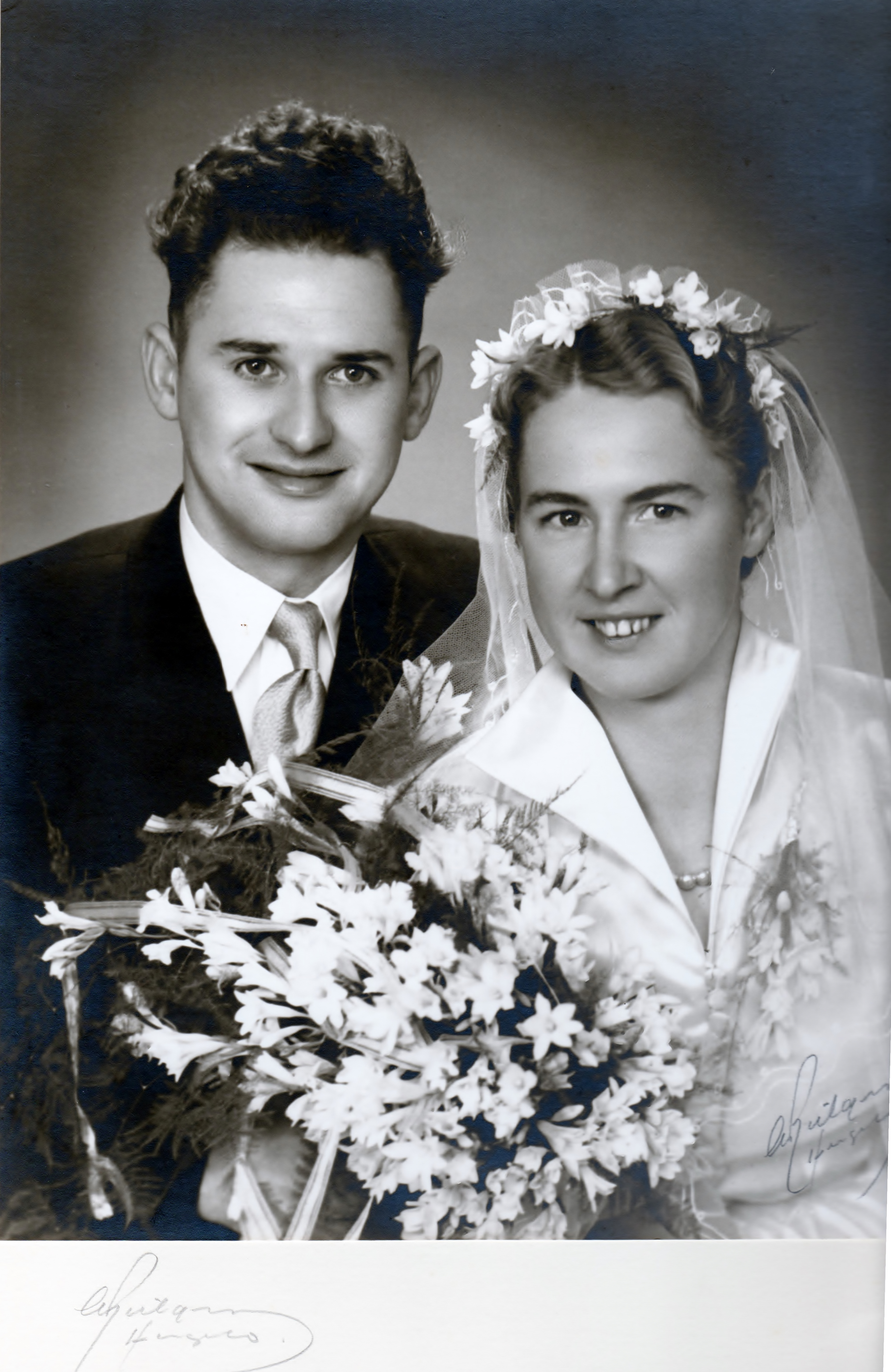
1953 Jan Krijger trouwt met Joke Ottevanger.

In oktober trouwt Jan met Joke Ottevanger.

### 1957

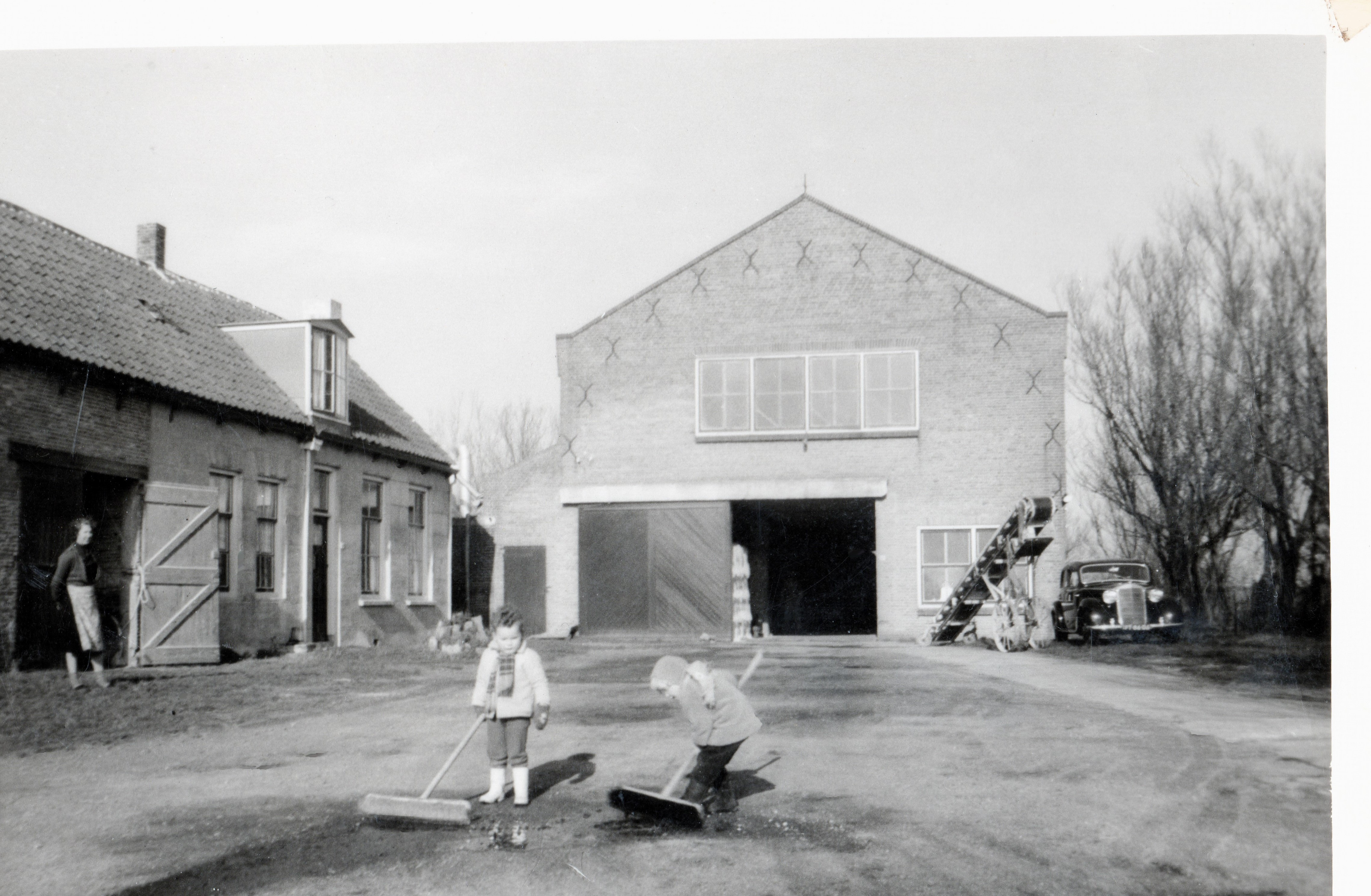
1958: de maalderij met op het erf Martin.

De klanten stromen toe en de molen, met 5 koppels stenen, moet dag en nacht malen om aan de vraag te kunnen voldoen. Er komen auto’s en chauffeurs bij. Let wel: een “grote auto” vervoert in die tijd zo’n 5.000 kilo…

### 1959 - De tweede generatie
In de zomer, op weg om zijn varkens te voeren, overlijdt Martinus onverwachts. Johannes neemt de in- en verkoop voor zijn rekening, Jan zorgt dat de bloem- en veevoermaalderijen goed draaien.

### 1960
De omzet groeit als kool en de zaak wordt flink uitgebreid. Het bedrijf bezit maar liefst 6 vrachtauto’s en een prachtige Mercedes personenauto.
De vennootschap onder firma wordt omgezet in een naamloze vennootschap: Krijgers Graan- en Meelhandel NV. In 1972 zal de NV veranderen in een BV.

### 1961
In het begin van de jaren zestig moderniseert de aanlevering van de tarwe van de boeren. Waar eerst nog in zakken werd aangevoerd wordt dat binnen enkele jaren los gestort. In de Romney-loods worden een losput en een graandroger gebouwd. Ernaast komen zes 100-tons silo voor de tarwe. De bouwer is Ottevanger, verre familie van Joke.

### 1963

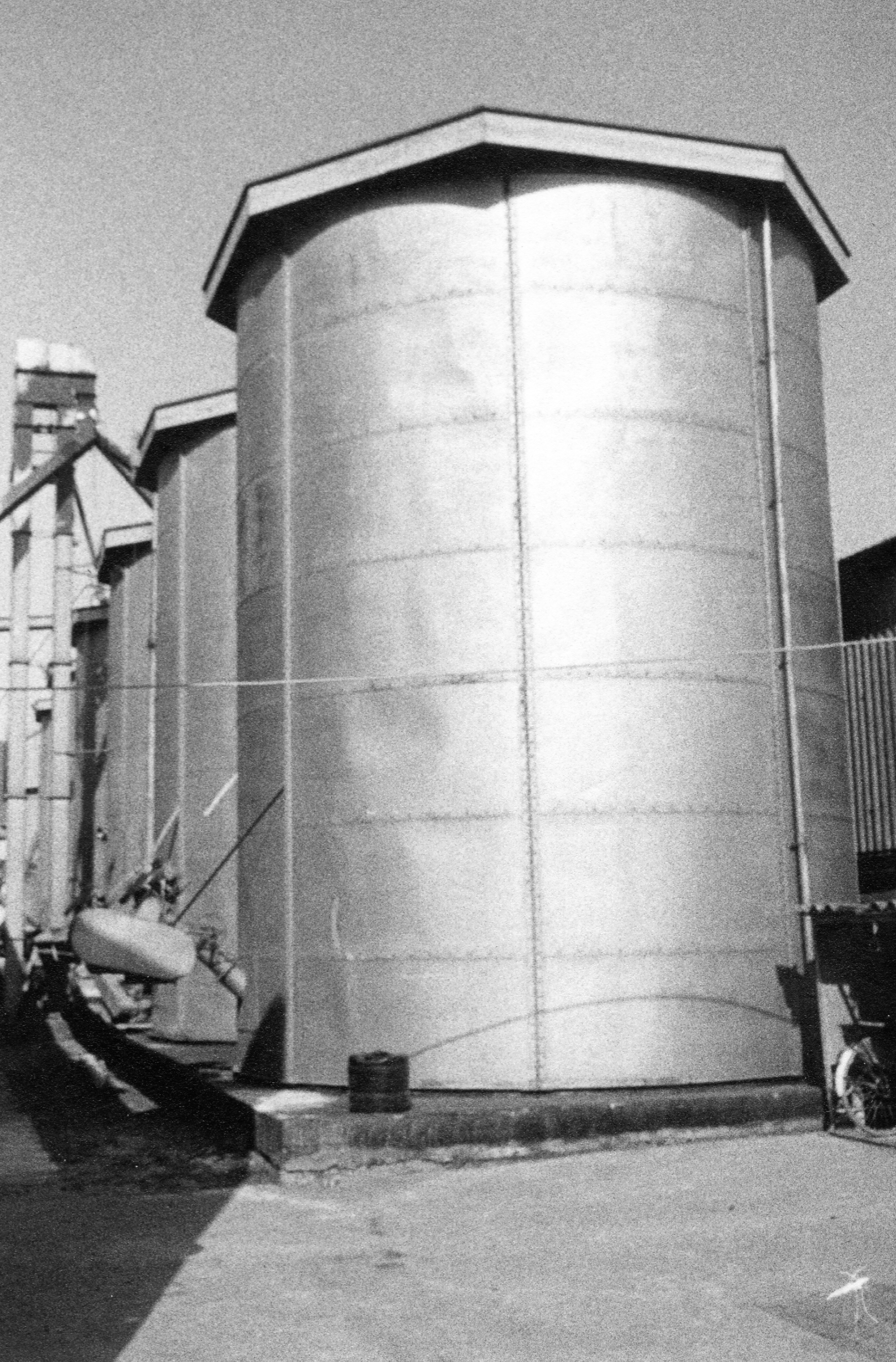
1963: de zes tarwesilo's zijn klaar.

De zachte Zeeuwse tarwe is het meest geschikt als je goede koekjes wil bakken. En zo worden grote koekjesfabrieken, vooral in Noord-Brabant, klant van de molen in de duinen. Voor deze klanten moeten inkoop, vermaling en verkoop nauw op elkaar afgestemd worden omdat het om grote hoeveelheden gaat. Daarom krijgt Jan deze klanten in zijn portefeuille. En, omdat de gebroeders flink aan het investeren zijn, is er veel geld nodig. Ook de tarwe die de boeren elk jaar in augustus brengen, moet meestal direct afgerekend worden. Jan kaart het probleem aan bij de koekjesfabriek die erin toestemt elk jaar een contract voor afname van bloem af te sluiten en alles vooruit te betalen!

### 1965
De Grevelingendam, de eerste vaste verbinding van het eiland Schouwen-Duiveland met de rest van Nederland, wordt in april in gebruik genomen. In december van datzelfde jaar wordt ook de Zeelandbrug geopend.
Voor Krijger is dit een grote vooruitgang. In plaats van afhankelijk te zijn van de vaartijden van het veer Zijpe - Anna Jacobapolder kan nu een kortere en snellere route naar de klanten genomen worden.
De boeren brengen steeds meer tarwe en de eerste vlakopslag voor tarwe wordt gebouwd. Loods 4 zou deze later gaan heten, met een capaciteit van toen 2.000 ton. Er komt ook hier een losput. De tarwe moet hier om gewogen te worden over een weger.
Er wordt een nieuwe ruimte voorde molen en de mengerij gebouwd.

### 1967
Met de bouw van de nieuwe bloemmolen wordt voorlopig de kroon op de investeringen gezet. Hierin worden wel nog enkele maalstenen geplaatst maar de kern bestaat uit walsenstoelen voor de vermaling met een planzifter (zeefmachine). De machines koopt Jan met behulp van de Wageningse molenbouwingenieur Rijnenberg in Duitsland. De totale investering bedraagt ca. 120.000 gulden.

### 1968
De veevoeromzet stijgt hard omdat het voormalige eiland nu ontsloten is naar het zuiden en het oosten. Er komen grote legbatterijen en varkensmesterijen als klant bij. De eerste korrelpers, een Kahl met een vlakke matrijs, wordt geplaatst. Het bedrijf heeft nu vijf vrachtauto’s.

### 1971
Nu is ook de Brouwersdam klaar waarmee de weg naar Rotterdam weer iets korter wordt.
Naast Loods 4 wordt een nieuwe droger voor tarwe en mais geplaatst.

### 1973
Het kantoor, tot dan gevestigd in de Romney-loods, wordt vervangen door een nieuw gebouw. Er wordt een weegbrug naast gelegd zodat de tarwe die de boeren brengen hier gewogen kan worden en niet meer over de weger bij de losput hoeft.

### 1974
De meeste broodbloem die Krijger verkoopt betrekt het bedrijf van Meelfabriek Alkmaar aan welke Krijger dan weer Zeeuwse bloem levert.

### 1975
Rond deze tijd doet het bulkvervoer zijn intrede. In de Romney-loods worden silo’s gebouwd voor de mengvoeders en de grondstoffen.
Achter de maalderij worden eerst twee silo’s van 10 ton voor tarwebloem en -meel geplaatst. De eerste bulktank is voor mengvoeder: een tweedehands Welgro die op een vlakke laadvoer gezet kan worden. Later komt er een ook opzettank voor tarwemeel en -bloem bij.
Het zakgoed blijft natuurlijk. Bij mengvoeder is er een rijke keus aan verpakkingen: papier in 5 en 10 kg, 25 kg in kunststof of jute, en 50 kg in jute.
Voor bloem en meel worden katoenen zakken van 50 kg gebruikt, rond 1976 gaat het bedrijf over op papieren zakken van 50 kg. Vooral in hygiënisch opzicht een grote verbetering. De katoenen zakken moeten vaak gewassen worden wat ook zeer arbeidsintensief is.
De bouw van de nieuwe bloemmolen gaat van start.

### 1976
Er wordt weer een nieuwe opslagloods voor tarwe (later Loods 1 genoemd) met een capaciteit van 2500 ton gebouwd. Net voor de zomer is deze klaar en dat is maar goed ook. In deze hete zomer staat er op de dag dat de meeste tarwe gebracht wordt een rij tractors tot aan Renesse toe.
De nieuwe bloemmolen met een capaciteit van 3000 kg tarwe per uur wordt in november met een groot feest geopend.
Krijger gaat weer zelf broodbloem malen en haalt daarvoor Franse en Duitse tarwe. Eerst uit een Rotterdamse silo, later uit Dordrecht.

### 1978
Jans zonen Henk en Martin komen in het bedrijf. Martin maalt tarwe en Henk mengvoeder. Johannes doet de verkoop, Jan de grondstoffeninkoop en leidt de bloem- en mengvoederafdeling.

### 1979
Na een excursie van een groep bakkers komen er in één klap vijf klanten uit de regio Dordrecht bij, goed voor zo’n 15 ton bloem en meel per week. De bloemmolen en de mengvoederfabriek draaien volop, het bedrijf heeft twee bulkwagens en 3 zakgoedwagens met een aanhanger, waarmee ook los gestorte grondstoffen gehaald kunnen worden.
Ondanks de goede omzet pakken zich donkere wolken samen. Het gaat slecht in de vleessector met als gevolg lage marges en faillissementen. De mengvoederafdeling draait met verlies. Het besluit wordt genomen hiermee te stoppen. De installatie voor mengvoeders is verouderd, de capaciteit te klein en de grondstoffen moeten te duur ingekocht worden.
Krijger verkoopt de mengvoederomzet aan Hendrix UTD (de D staat voor Delfia, zie 1946) en stopt op 13 augustus met de productie ervan.
De mengvoederfabriek in de Romney-loods wordt vanaf nu alleen nog gebruikt voor het persen van de tarwezemelen en opslaan van de brokken hiervan.

### 1980 - Nieuwe kansen

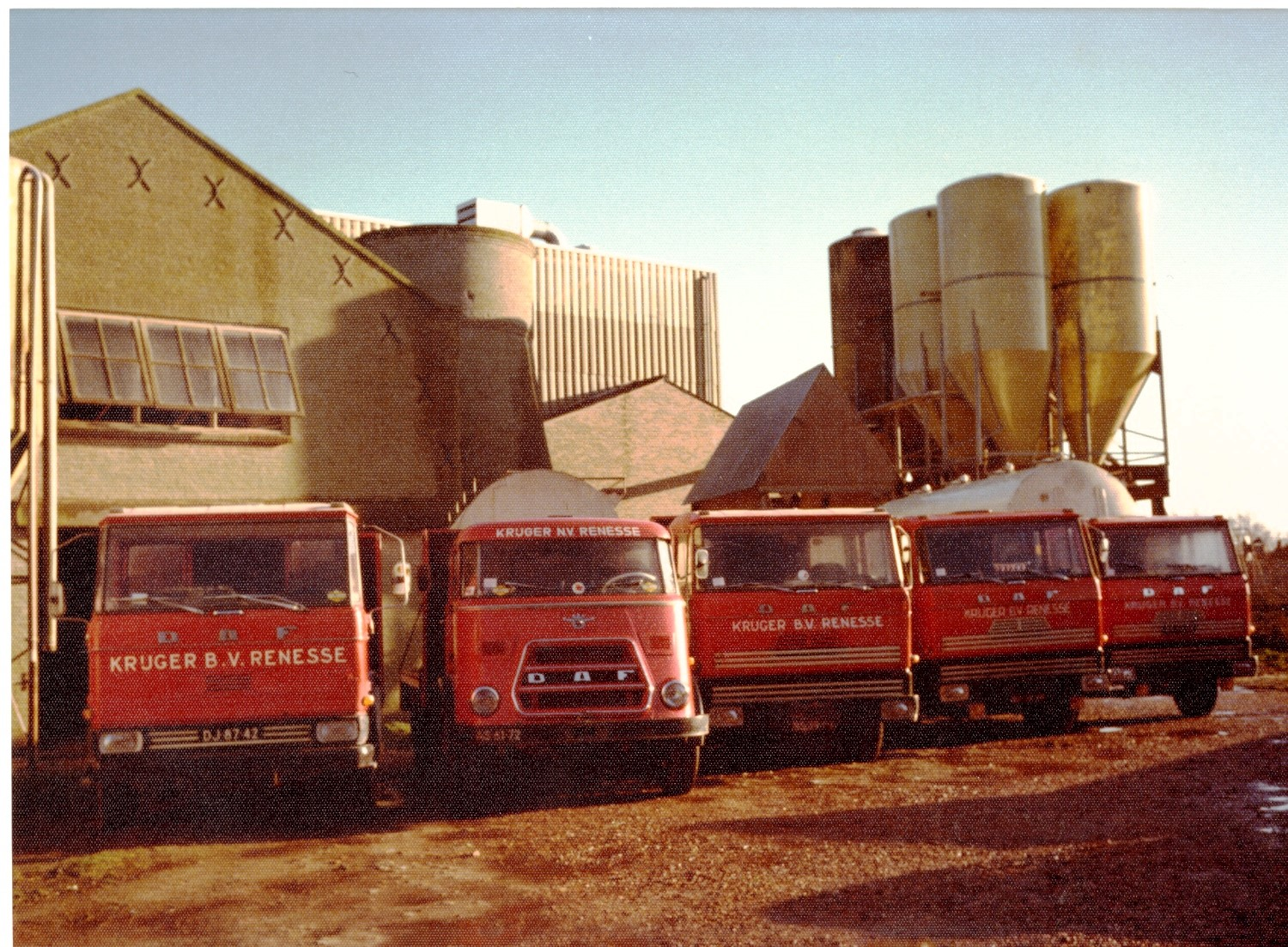
Het wagenpark begin jaren '80. Rechts de bulksilo's, midden de maalderij, links de oude Romney-loods.

De huisbank van het bedrijf, de ABN in Zierikzee, kondigt een faillissement aan. De schrik is groot, er is immers na de sluiting van de mengvoederproductie een gezonde zaak overgebleven!
De Rabobank in Renesse besluit, met behulp van drie boeren, de schulden over te nemen. Het bedrijf kan weer door, maar het betekent wel dat er niet geïnvesteerd kan worden tot de schuld afgelost is.

### 1983
In november overlijdt Jan aan de gevolgen van longkanker. 
Henk gaat de verkoop erbij doen, Martin de inkoop. Oom Johannes houdt zich steeds meer op de achtergrond en bewijst zijn grote waarde als adviseur en hulp in allerlei situaties.
Martin en Henk erven de aandelen van vader Jan.

### 1984

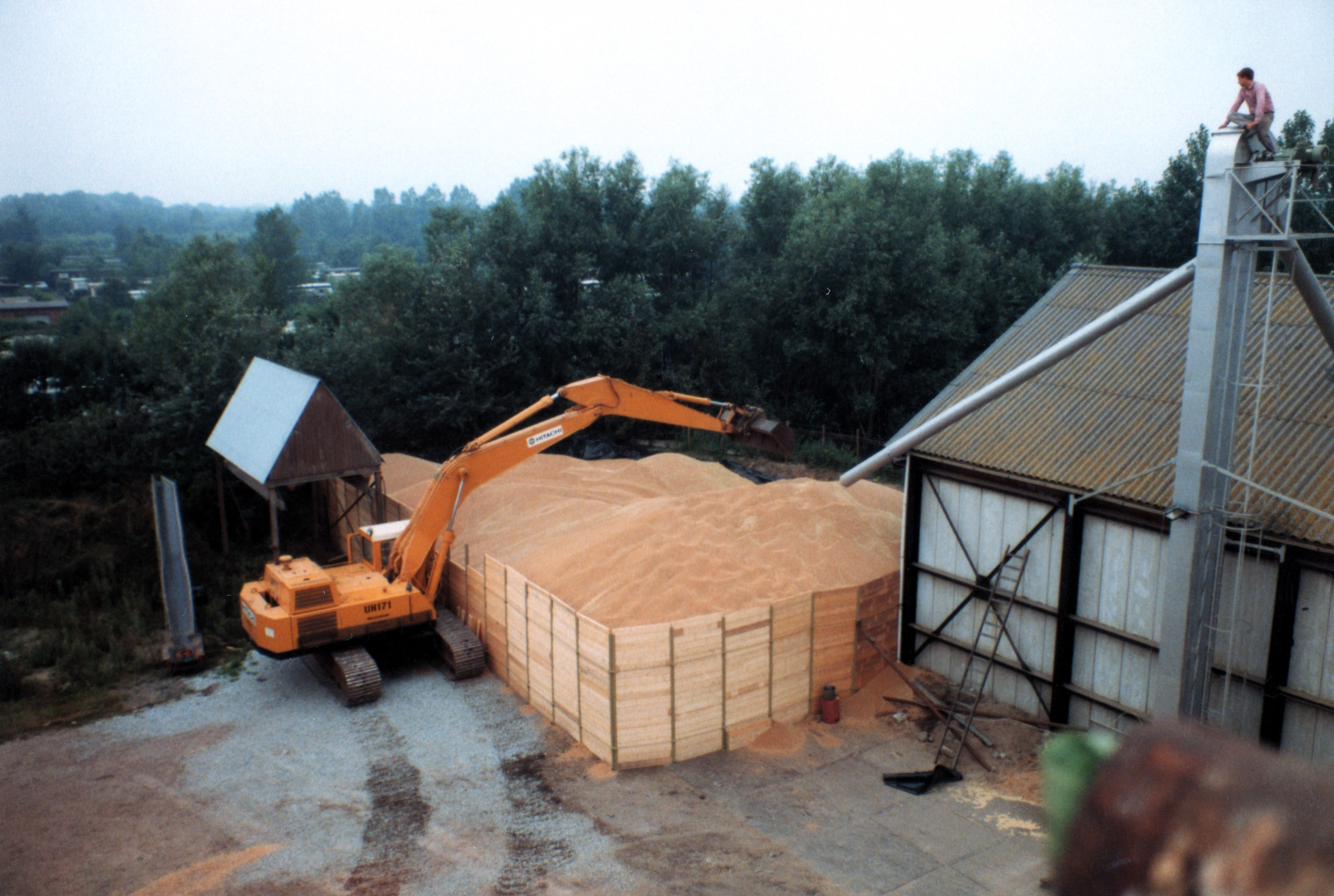
Een deel van de grote tarweoogst werd provisorisch opgeslagen.

Krijger laat een machine bouwen om 25 kg ventielzakken te kunnen vullen en is daarmee de eerste meelfabriek in Nederland. De zakken worden per 40 stuks op pallets gestapeld. Dit is een grote stap voorwaarts op het gebied van arbeidsbesparing.
Het aantal bulksilo’s wordt uitgebreid naar 12 × 10 ton.
In de Romney-loods zit al een klein laboratorium, een aparte proefbakkerij wordt er ook in gebouwd. Vanaf dit moment krijgt het bedrijf steeds meer greep op de kwaliteit.
De boeren brengen een record hoeveelheid tarwe, bijna 6.000 ton. Dit past lang niet in de opslagloodsen en de silo’s. Extern wordt 2.000 ton opgeslagen en ruim 600 ton op het eigen terrein tussen keerwanden en met een zeil erover.

### 1986
Een teeltprogramma om de boeren te stimuleren brood-tarwes te telen gaat van start. Voorheen kwamen deze “bakwaardige” tarwerassen uit het buitenland, maar het blijkt dat de Zeeuwse grond en het Zeeuwse klimaat uitstekend geschikt zijn voor de betere tarwerassen. In dit eerste jaar wordt 25 hectare Urban, een supertarwe, gezaaid.
Er komt nog meer ruimte voor tarweopslag: Loods 2 en Loods 3 met een capaciteit van 1.200 ton en 800 ton worden gebouwd. Het bedrijf heeft nu zes silo’s en vier loodsen tot zijn beschikking voor tarweopslag. De totale opslagcapaciteit is nu 8.000 ton. Een groot voordeel is ook dat de verschillende tarwerassen, bestemd voor verschillende doeleinden als biscuit en brood, apart opgeslagen kunnen worden.

### 1987

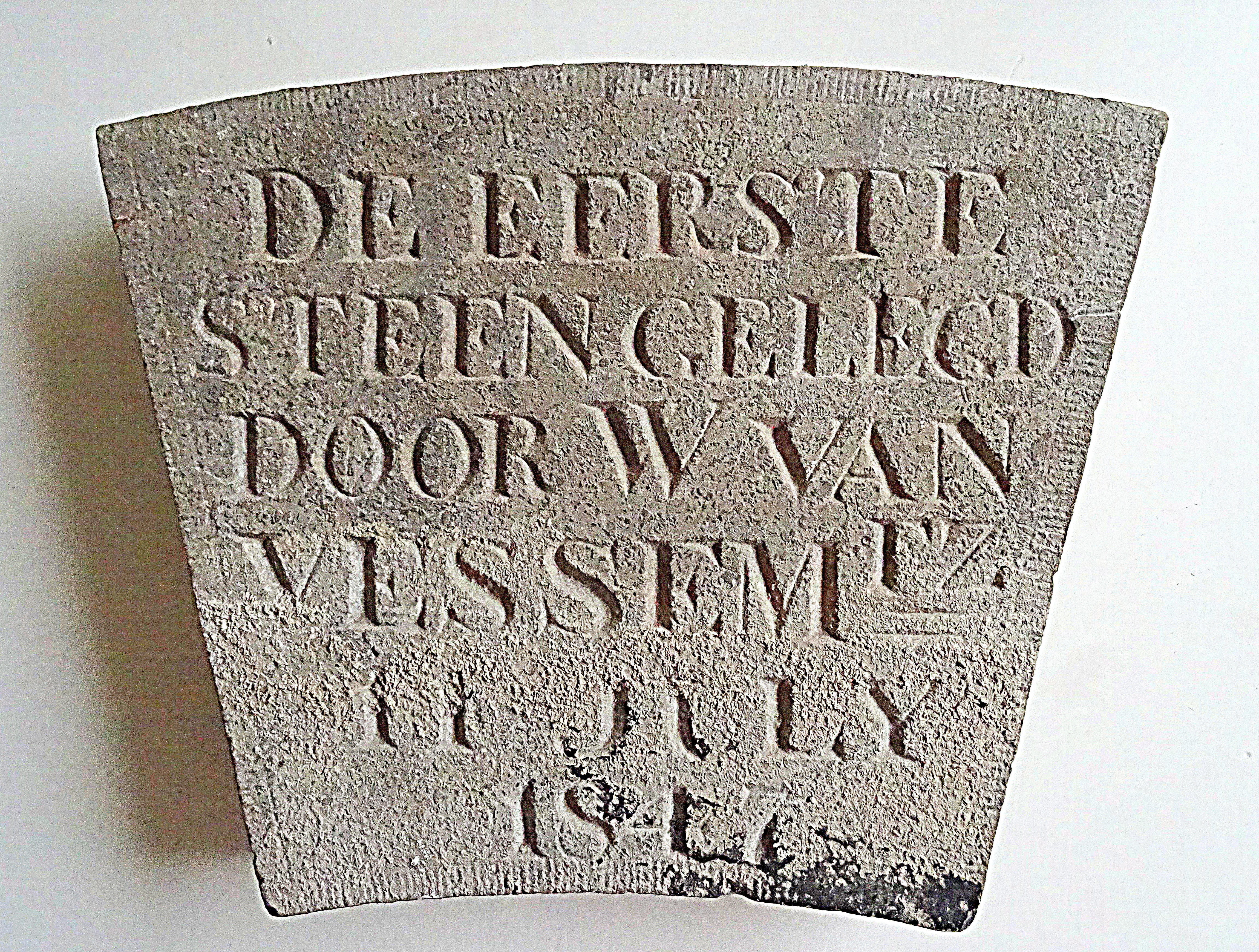
De eerste steen

Er is behoefte aan meer bloemsilo’s voor de mengerij, maar om daarvoor weer bulksilo’s om te bouwen is geen optie. Besloten wordt de oude molenromp af te breken en op die plek drie nieuwe 30-tons silo’s voor de mengerij te plaatsen. Bij de sloop van de molen komt de eerste steen tevoorschijn. De inscriptie luidt:
DE EERSTE STEEN GELEGD DOOR W. VAN VESSEM FZ, 11 JULY 1847
De derde zoon van Jan, Hans Karel, neemt de helft van de aandelen van Johannes, wiens huwelijk kinderloos bleef, over. Hij krijgt de verantwoordelijkheid voor gebouwen, onderhoud en techniek. 
Henk is dan verantwoordelijk voor verkoop en transport, Martin voor inkoop en kwaliteit.

### 1988
De bloemmolen wordt aangepakt: met twee nieuwe walsenstoelen en wat hulpmachines wordt de capaciteit met zo’n 30% opgevoerd.

### 1989
Op 9 november valt de Berlijnse Muur. Een historisch moment voor Europa, maar ook voor Krijger. Handel met het Oosten van Duitsland wordt mogelijk en er komt een groot arsenaal aan uitstekende tarwerassen voor brood beschikbaar. Een landklimaat is beter geschikt voor tarwe met een hoog eiwitgehalte. Alle meelfabrieken gaan zich hier oriënteren.
Het zal in de komende decennia een vaste basis blijken te zijn voor de broodmelanges. De tarwe wordt hoofdzakelijk per vrachtauto aangevoerd. Een enkele keer gaat een deel van het transport per schip of trein, maar dan is er altijd toch weer natransport met een vrachtwagen nodig.

### 1990
Meelfabriek Alkmaar wordt door Meneba overgenomen. Enkele grote klanten van Alkmaar willen niet mee naar het grote Rotterdamse concern en gaan bij Krijger inkopen. Onder hen is een inkoopvereniging van bakkers, wat een ander soort markt betekent. Spoedig zal ook een Zeeuwse inkoopvereniging volgen.

### 1991

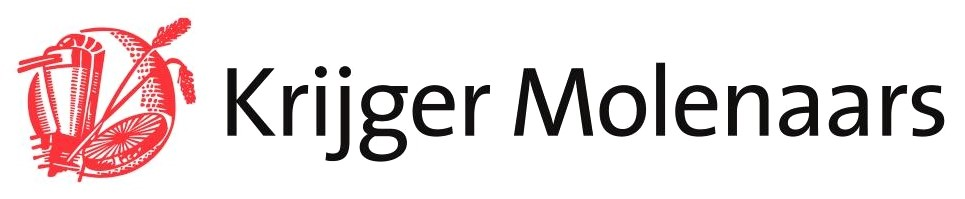

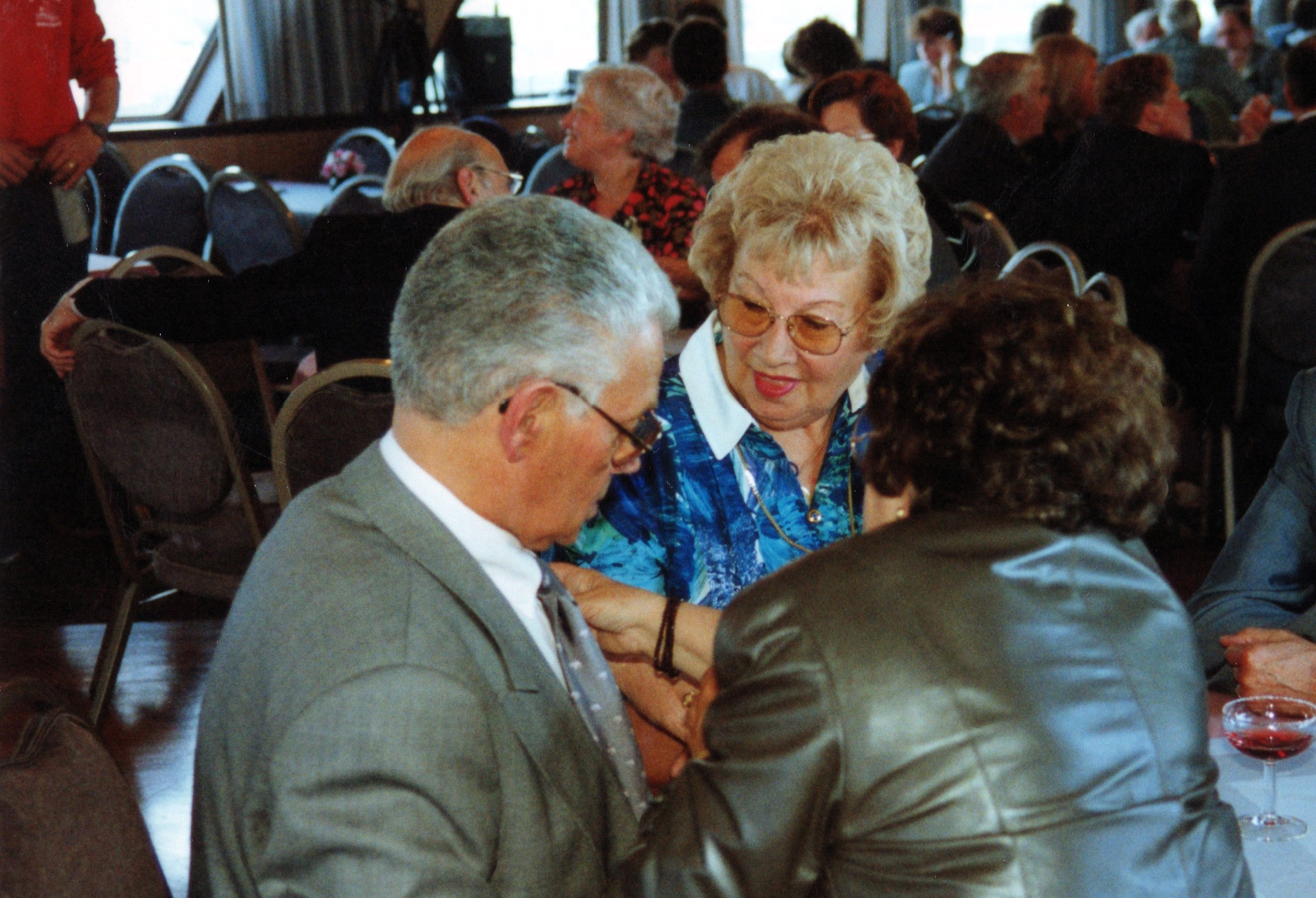
1990: Johannes Krijger met zijn vrouw Henny Vrij.

Johannes verkoopt zijn laatste aandelen aan de drie broers. De werknaam wordt voortaan Krijger Molenaars Renesse BV. 
De gemeente past het bestemmingsplan aan en er worden offertes voor een grote verbouwing aangevraagd. De Romney-loods wordt gesloopt waarna op dezelfde plaats een groot nieuw gebouw verrijst. 
Het laboratorium en de proefbakkerij worden tijdelijk ondergebracht in twee stacaravans.

### 1992
De stapelrobot komt in dienst. Hij wordt in de mengerij naast de ventiel afzakmachine geplaatst en stapelt keurig 40 zakken van 25 kg op een pallet.
Een tarweteeltprogramma op Tholen wordt opgestart. Via graanhandelaar Gebroeders Dijke uit Scherpenisse worden bij een aantal boeren betere, vaak Duitse, baktarwerassen gezaaid waarbij Dijke de teelt intensief begeleidt.

### 1994 - De grote stap

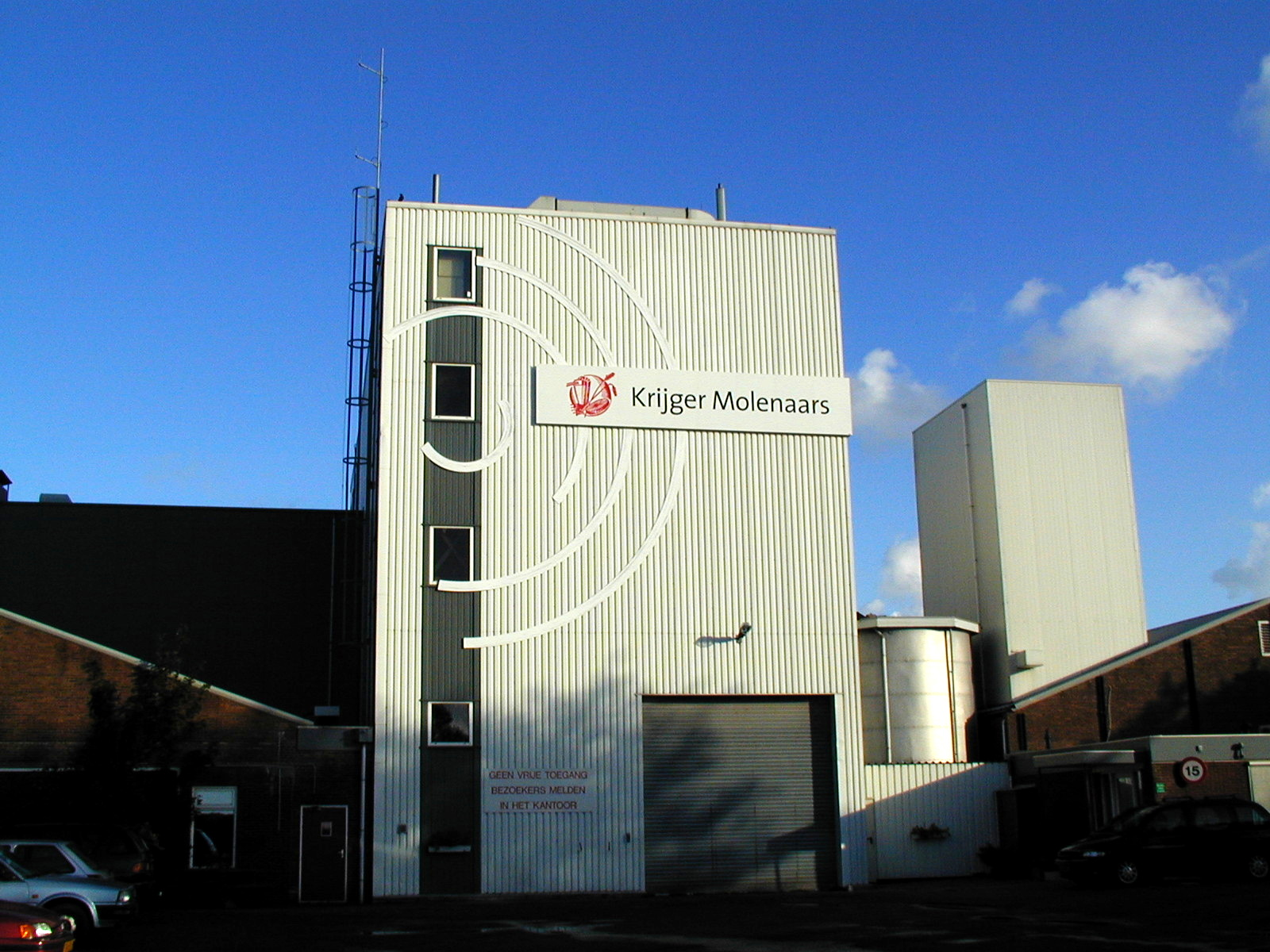
1994 Vooraanzicht na de verbouwing

De grote verbouwing is klaar. Er staat nu een gebouw waar het logo en de naam op prijken.

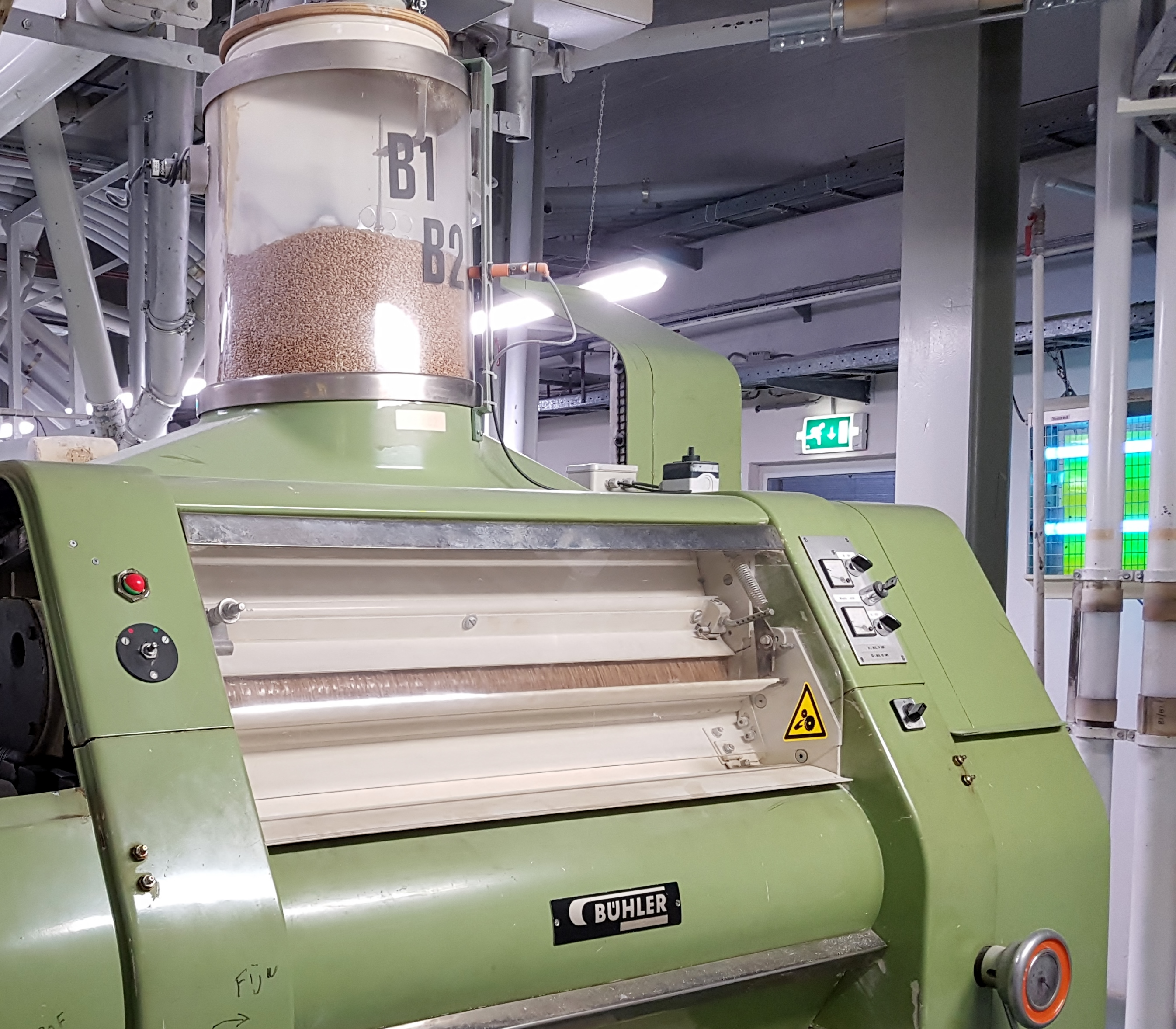
De eerste maalwalsen B1 en B2.

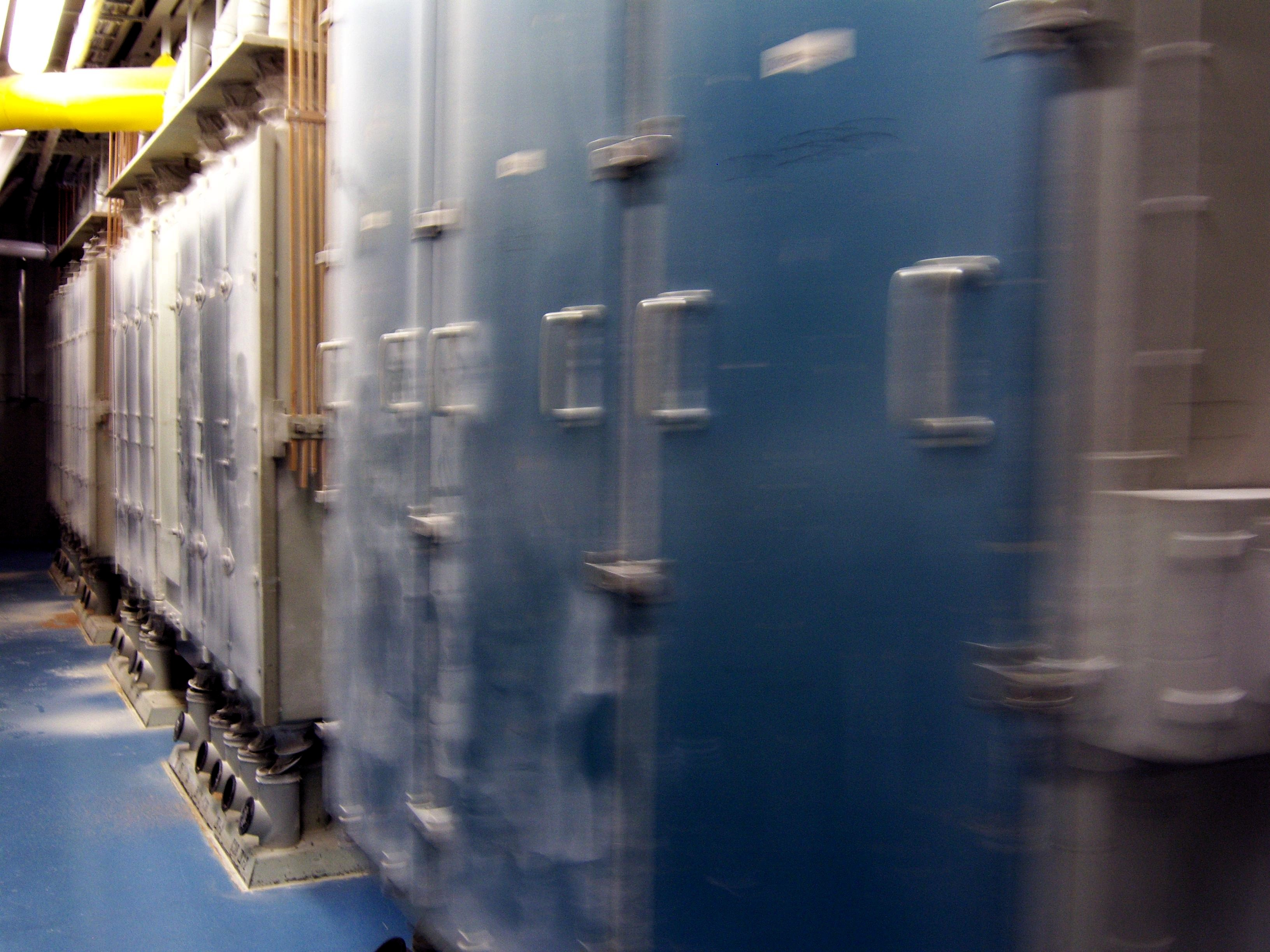
De plansifters, zeefmachines.

Het logo is waarschijnlijk gemaakt door Jan Pleune (geb. 1923) uit Bruinisse, een neef van Johannes en Jan. In het gebouw worden ondergebracht een groot bulkstation voor in totaal 450 ton gereed product, 5 cellen van ieder 40 ton waarin de pas gereinigde en bevochtigde tarwe kan “afstaan”, een nieuwe en grotere tarwereiniging, de perserij voor de bijproducten, de werkplaats met aparte opslagruimte, de kantine en de proefbakkerij met laboratorium. 
De plek waar de oude tarwereiniging stond komt vrij waarvan gebruik gemaakt wordt om de capaciteit van de molen weer flink te vergroten, naar 5.500 kg tarwe per uur. Er komen een planzifter, een dubbele walsenstoel en nog wat hulpmachines bij.
Tegelijkertijd wordt alles in dit gebouw met PLC-besturing geautomatiseerd zodat dit met de computer bediend kan worden. In de jaren erna worden ook de andere geledingen van het bedrijf op de computer aangesloten. Het gevolg hiervan is een veel betere beheersbaarheid van alle processen waardoor de kwaliteit steeds beter en constanter wordt.
Het bulkstation is modern ingericht waarbij de computer zorgt dat er niets fout kan gaan. Een vrachtwagencombinatie met 15 cellen voor verschillende producten kan binnen drie kwartier geladen zijn. De vrachtbrieven zijn dan ook al klaar geprint door de computer. 
Loods 4 wordt omgebouwd van tarweopslag naar zakgoedopslag. Er komen 4 silo’s van 10 ton in waaronder een volautomatische aftaplijn geplaatst wordt. De stapelrobot completeert het geheel. In deze loods kan ruim 200 ton zakgoed opgeslagen worden.

### 1995
Het laboratorium en de proefbakkerij worden verder uitgerust met de nieuwste apparatuur.
De resultaten van de vele tests worden niet alleen gebruikt om de productie te controleren, maar zijn ook bepalend voor de inkoop en om de samenstellingen en de prijzen te optimaliseren. Samen met de steeds verder gaande automatisering is dit een sterke basis voor een steeds hogere en constantere kwaliteit.
Er komt nog een inkoopvereniging bij als klant.

### 1996
Het baktarwe-teelt programma op Tholen blijkt een succes. Enkele duizenden tonnen per jaar zijn een vast onderdeel van de broodtarwe-melange in Renesse. Na de oogst wordt op Tholen het oogstbrood “Thools Wit” geïntroduceerd, gemaakt van 100% Thoolse tarwe.

### 1997
Op 11 september overlijdt Johannes.
Er komt weer een grote inkoopvereniging bij als klant. Vanaf nu gaat vrijwel al het zakgoed via het centrale magazijn van een inkoopvereniging naar de bakker. Logistiek een hele verandering maar het geeft veel rust binnen het bedrijf.

### 1999
Elke zomer nog brengen vele boeren uit de omtrek vers geoogste tarwe naar de meelfabriek, maar dan ligt de tarweopslag lang vol met hoofdzakelijk één soort tarwe. En dat ligt dan eigenlijk in de weg, het hele jaar is er behoefte aan ruimte voor buitenlandse tarwes. Vooral bij de oogstovergang willen de coöperaties hun opslag leeg hebben en is er niet altijd direct nieuwe-oogst tarwe beschikbaar. En moet de tarwe voor wel meer dan een maand aan vermaling in Renesse opgeslagen worden.
Besloten wordt te stoppen met de inname direct uit de oogst. Het tijdperk van 75 jaar boerentarwe wordt afgesloten met een grote barbecue op het terrein van Krijger Molenaars waarbij veel boeren aanwezig zijn.

### 2000
De millenniumwisseling. Alle software wordt gecontroleerd want er worden op dit vlak onheilspellende scenario’s voorspeld, bijvoorbeeld vanwege de millenniumbug. Op oudejaarsdag vrijdag 31 december 1999 wordt de maalderij stilgezet. Op maandag 3 januari 2000 worden de computers in het kantoor en in de productie weer opgestart. Iedereen is alert, maar er gebeurt niets bijzonders.

### 2001
Krijger Molenaars neemt de omzet van de Vlaardingse windmolen Aeolus over. Hiermee krijgt het bedrijf ook een aandeel op de markt voor bio-meel erbij.

### 2002
Meelhandel Van Ooijen uit Elst wordt overgenomen. Dit bedrijf kocht bloem, voornamelijk in Duitsland, en leverde het naar bakkers. Krijger neemt ook een vertegenwoordiger over en krijgt er in één klap ongeveer 6000 ton zakgoed en 14 000 ton bulk per jaar bij. Ongeveer de helft van de omzet extra. De Renesser molen heeft nu voor 8 dagen per week werk en levert aan 18% van de Nederlandse ambachtelijke bakkers. Het eerste jaar wordt bloem bijgekocht, maar vallen er ook wat nieuwe klanten af. De grootste leverancier aan Van Ooijen, een grote Duitse meelfabriek, eist dat Krijger 800 ton per maand afneemt, anders zullen zij dit zelf op de Nederlandse markt brengen. Krijger doet dit in september en oktober maar als er dan over deze bloem steeds meer klachten komen wordt de afgehaalde hoeveelheid sterk gereduceerd en wordt de bloem eerst naar Renesse gehaald om te controleren en eventueel aan te passen.
De bio-tarwe-vermaling wordt verkocht aan Meneba.

### 2003

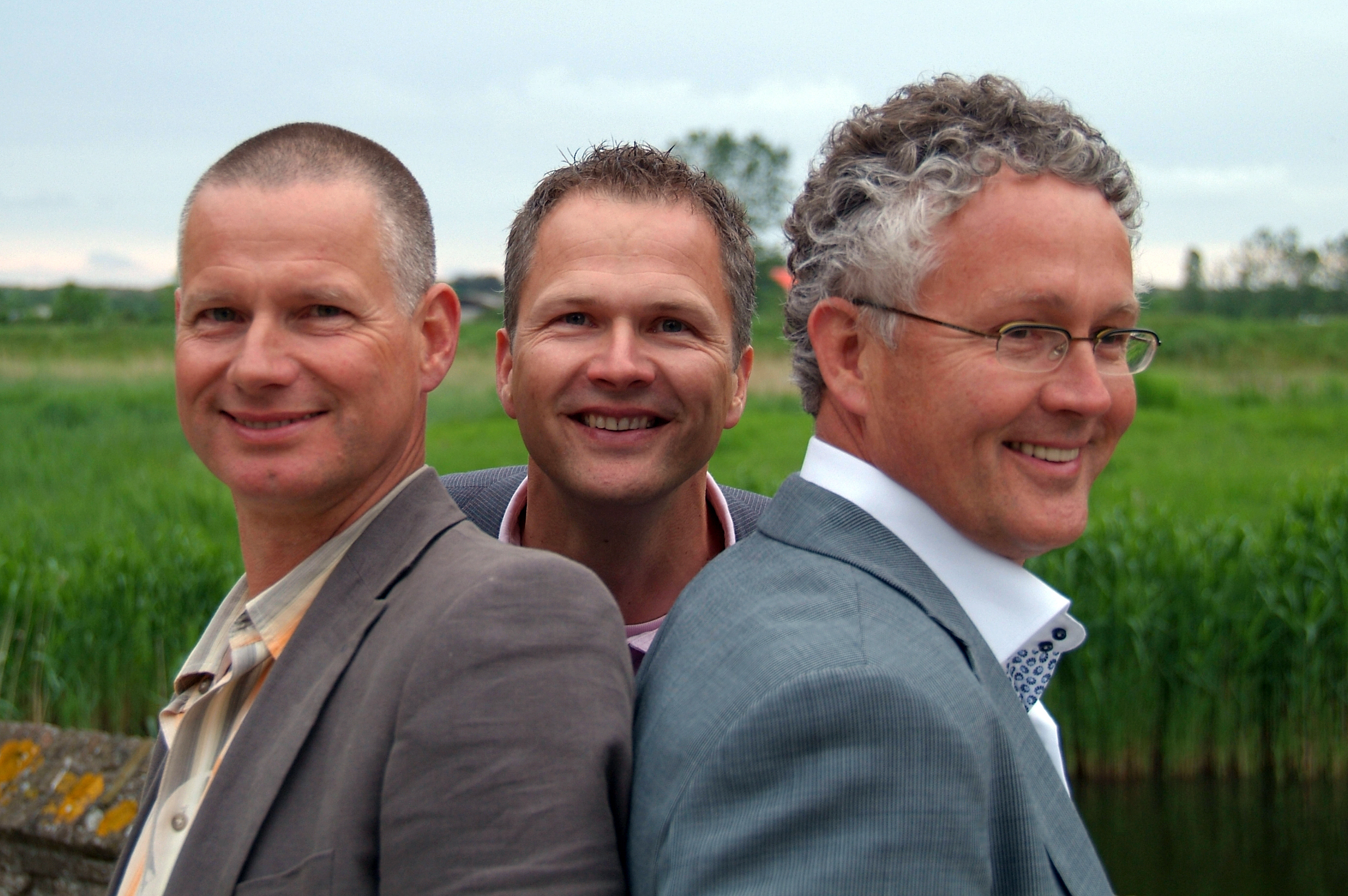
2004: Henk, Hans Karel en Martin tijdens het 80-jarig bestaan.

Tarweopslagloods 3 wordt omgebouwd tot zakgoed-opslag.
In september stopt Krijger met het leveren aan de grote biscuitindustrie, dat zijn grote hoeveelheden met lage marges. Nu kan het importeren van Duitse bloem ook beëindigd worden. De Duitse meelfabriek probeert nu zijn bloem direct af te zetten in Nederland maar dat heeft weinig effect.

### 2006
De zes in het begin van de zestiger jaren gebouwde tarwesilo’s van elk 100 ton worden vervangen door elf silo’s van 70 ton. Dit geeft behalve meer opslag, ook meer mogelijkheid tot het scheiden van tarwesoorten. Ook deze verbouwing wordt door Ottevanger uitgevoerd.

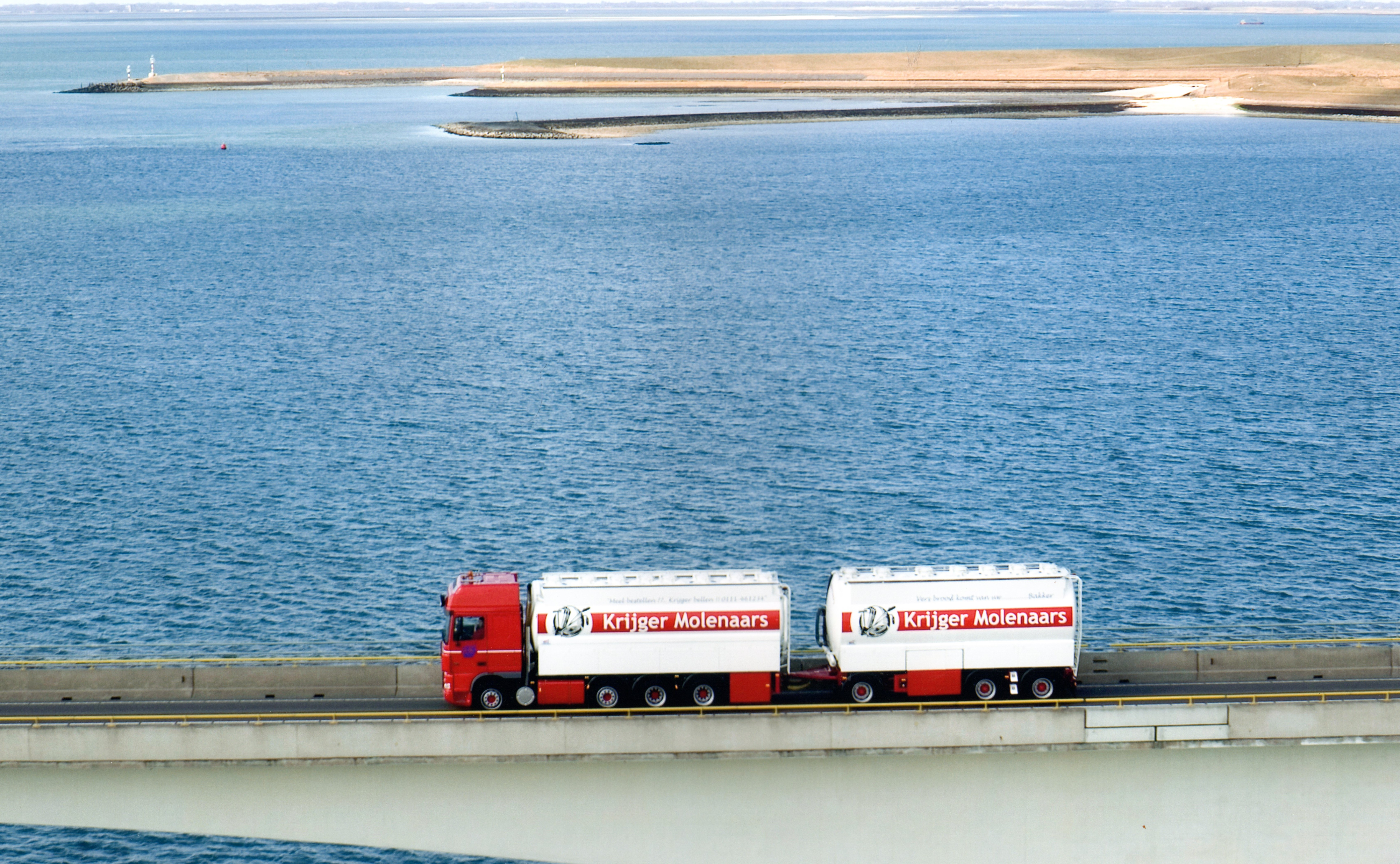
Vrachtwagencombinatie op de Zeelandbrug

### 2008
In februari valt de kartelwaakhond, de NMa (later ACM geheten), in een gecoördineerde actie tegelijkertijd bij alle meelfabrieken binnen in Nederland, Duitsland en België. Er is verdenking van prijsafspraken op grote schaal. In 2010 wordt voor een totaal aan meer dan 80 miljoen euro aan boetes opgelegd. Krijger Molenaars krijgt de kleinste boete: 71.000 euro.

### 2009
De gehele installatie in Renesse is verregaand geautomatiseerd. De maalderij en de reiniging kunnen zelfstandig draaien en per computer bediend en geprogrammeerd worden. In de weekenden draait de productie door zonder personeel. Als een probleem zich voordoet gaat automatisch de telefoon over bij degene die dienst heeft.

### 2011

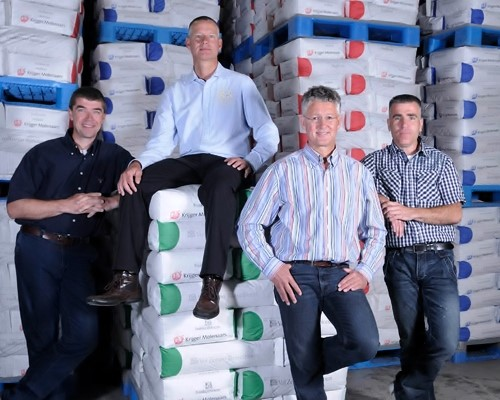
De nieuwe directie met vlnr Wilco Nieuwenhuize, Henk en Martin Krijger, Rob Hillebrand.

Hans Karel verkoopt zijn aandelen aan Wilco Nieuwenhuize en Rob Hillebrand. Beiden zijn, samen met de drie broers, al vele jaren lid van het managementteam. 
Het merk Vol Zeeuws wordt geïntroduceerd, bloem en meel van 100% tarwe uit Zuidwest Nederland. Het wordt een succes, veel bakkers stappen erop over en geven er met speciaal reclamemateriaal publiciteit aan.

### 2012
Ook de mengerij is nu volautomatisch en kan geprogrammeerd worden. Weer een grote stap wat product-constantheid en betrouwbaarheid betreft.

### 2013
Martins zoon Roel komt in het bedrijf Evenals de generaties voor hem bestaat zijn werk aanvankelijk uit allerlei voorkomende werkzaamheden. Met als aanvulling het kwaliteitssysteem te onderhouden.

### 2014
In mei geeft het Belgische familiebedrijf Dossche Mills aan interesse te hebben in een overname. In december wordt een akkoord bereikt over de verkoop.

### 2015
Op 17 februari wordt de verkoopakte ondertekend.
Dossche neemt het personeel in dienst en neemt de klanten, de machines, de voorraden en de auto’s over. Henk en Martin zijn eigenaar van grond en gebouwen en verhuren deze aan Dossche.

### 2017
In oktober maakt Dossche bekend dat het Meneba in Rotterdam wil overnemen. Hierdoor zal een van de grootste aanbieders van tarwemeel in noordwest Europa ontstaan, met een totale vermalingscapaciteit van bijna 1,2 miljoen ton tarwe per jaar. De overname is onder voorbehoud van goedkeuring van de Nederlandse Mededingingsautoriteit.

### 2018

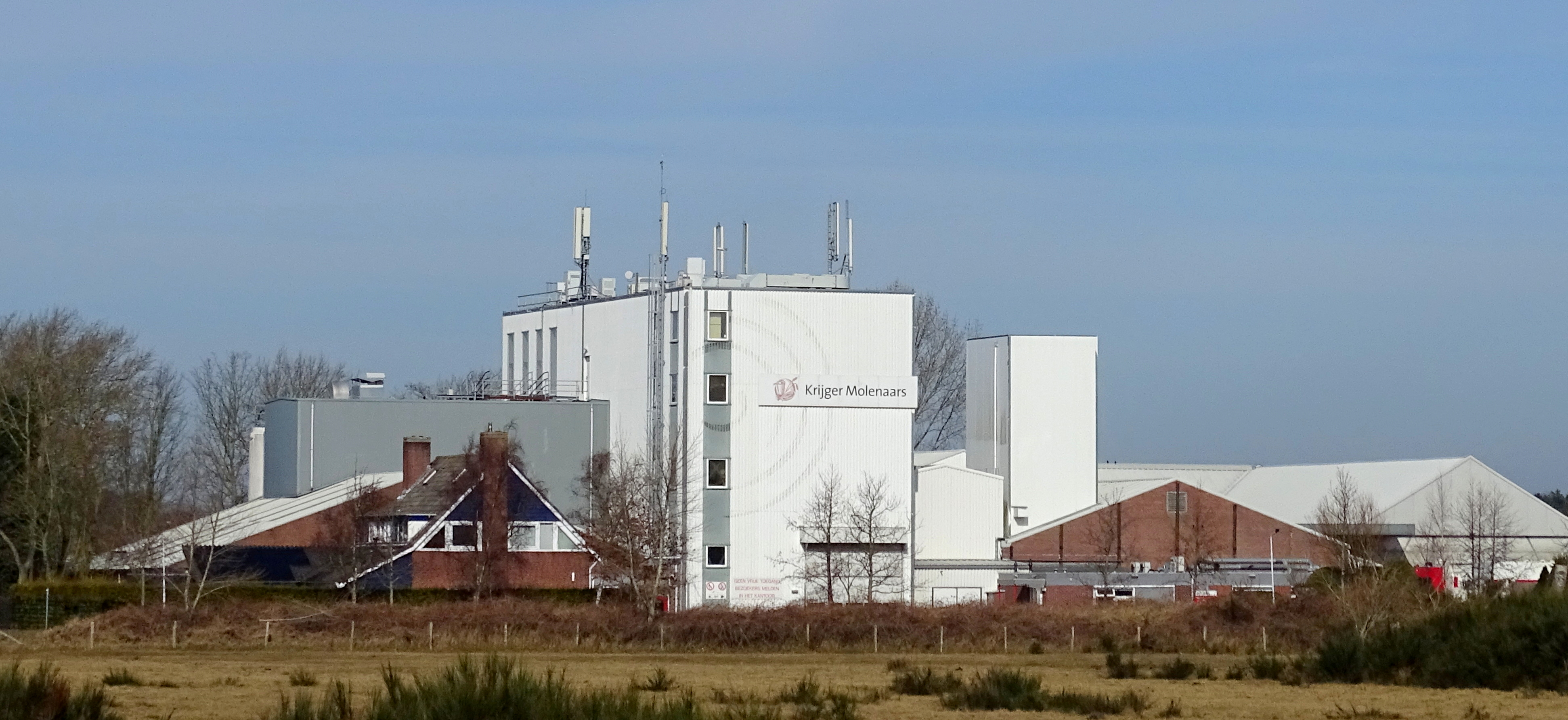
2018 Vooraanzicht

In februari wordt de goedkeuring verleend.
Op donderdagmiddag 17 juni is er een speciale bijeenkomst in het kantoor in Renesse en wordt bekend gemaakt dat de vestiging Renesse in de loop van september zal stoppen met de vermaling van tarwe. Enkele personeelsleden kunnen aan de slag in Rotterdam, de anderen moeten een nieuwe baan zoeken wat de meesten vrij snel lukt.
In de loop van september wordt de uitlevering van producten naar Rotterdam over gezet.
De laatste tarwe wordt op vrijdag 21 september vermalen.

## De eigenaren
- 1847 Frans van Vessem
- 1862 Jacob Dambruin
- xxxx Herman Dambruin
- xxxx Jakob Klaas Dambruin
- 1924 Martinus Krijger
- 1951 Martinus, Johannes en Jan Krijger
- 1959 Johannes en Jan Krijger
- 1983 Johannes, Martin en Henk Krijger
- 1987 Johannes, Martin, Henk en Hans Karel Krijger
- 1991 Martin, Henk en Hans Karel Krijger
- 2011 Martin en Henk Krijger, Wilco Nieuwenhuize en Rob Hillebrand
- 2015 Dossche Mills

## Capaciteit en productie
In de loop van de jaren is de omzet flink gestegen.
Van de eerste jaren zijn niet veel cijfers bekend, 
maar vanaf 1960 is er meer zicht op.

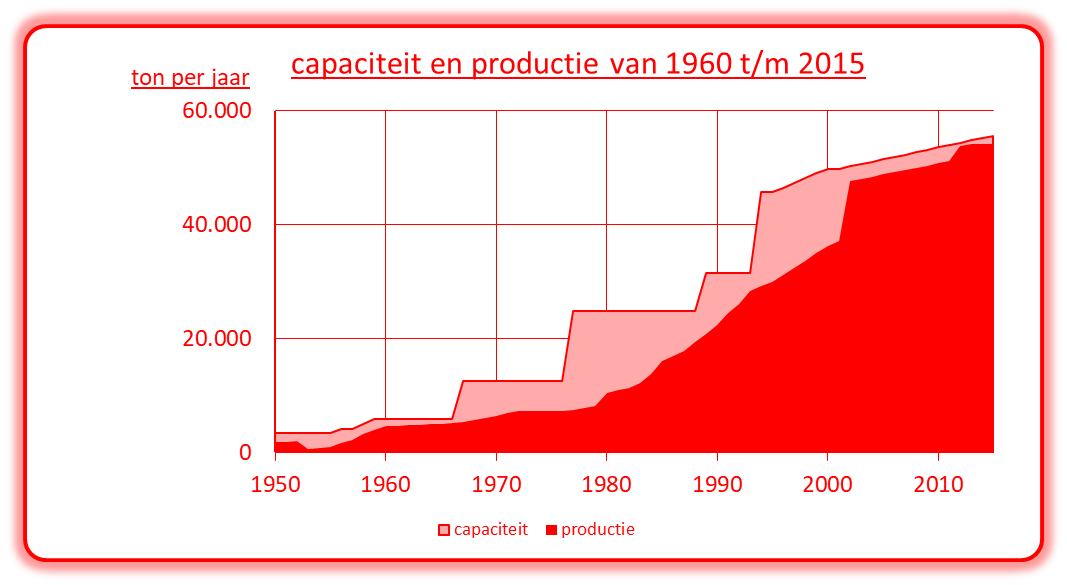
Capaciteit en Productie

In de grafiek is de capaciteit en de productie van de tarwevermaling te zien. Van de mengvoederproductie zijn niet veel gegevens bekend, deze is buiten beschouwing gelaten.
De capaciteit is de maximaal mogelijke vermaling van tarwe in een jaar.
De productie is het totaal wat er aan eindproduct verkocht is, teruggerekend naar wat daarvoor aan tarwe vermalen moet worden. Voor 1 kg volkorenmeel is 1 kg tarwe nodig. Voor 1 kg witte bloem ongeveer 1,25 kg tarwe.
De capaciteit groeide met gemiddeld ruim 4% per jaar, de productiegroei was gemiddeld ruim 5% per jaar.
De maalcapaciteit was in 1950 ca. 400 kg/uur en werd in 1967 flink verhoogd naar 1500 kg/uur. In 1977 ging de capaciteit naar 3000 kg/uur, in 1988 naar ca. 3800 kg/uur. In 1994 werd verhoogd naar 5500 kg/uur, daarna groeide de capaciteit gestaag met kleine stapjes, tot rond 2015 het uiterste eruit gehaald werd met maximaal 6700 kg/uur.
De omzet zakte in 1953, na De Watersnoodramp, flink in. Daarna was de groei, tot 1980, rustig. Na 1980, toen de focus vol op de tarwevermaling gericht kon worden, was de groei forser. In 2002 was er de grootste toename, na de overname van Van Ooijen.
Op 17 februari 2015 is de overname door Dossche Mills een feit. De omzet neemt in de erop volgende jaren af omdat er meer vanuit België geleverd wordt. In september 2018 wordt de productie beëindigd.

## Meelfabrieken in Nederland vanaf 1960 tot 2018
In 1960 waren er nog 20 meelfabrieken actief in Nederland. In de 60’er en begin 70’er jaren werden vestigingen in de grotere steden gesloten, voornamelijk om woningbouw te realiseren. 
Vanaf de jaren ’80 begon de concurrentie vanuit België en Duitsland flink toe te nemen met als gevolg dat de omzetten en marges voor de Nederlands bedrijven onder druk kwamen te staan. De twee grootsten, Meneba in Rotterdam en Wessanen in Wormerveer, namen kleinere meelfabrieken over om ze na enkele jaren weer te sluiten.
Rond 1992 kwam de Nederlands meelmarkt flink in beroering. Meneba nam met de fabriek in Wormerveer de meeldivisie van het Wessanenconcern over waarmee deze gigant op een marktaandeel van bijna 60% kwam. De Engelse meelfabrikant Rank Hovis nam drie Nederlandse locaties over: Uithuizermeeden, Beneden Leeuwen en Ameide. Beneden Leeuwen werd al spoedig gesloten. Rond 2005 nam de Duitse groep Grain Millers steeds meer aandelen over van Ranks tot ze uiteindelijk volledig eigenaar werden. Ameide stopte definitief in 2012. De oorspronkelijke eigenaar van Uithuizermeeden, Moorlach, kocht “zijn” fabriek in 2014 weer terug en ging weer produceren.
In 1997 werd in Bergen op Zoom een grote meelfabriek van het Turkse UNO Food gebouwd. De vestiging ging al in 2003 failliet. De machines werden apart verkocht, de grond en het gebouw kregen daarna afvalrecycling als nieuwe bestemming.
In 2015 nam het Belgische Dossche Mills Krijger Molenaars over, daarna werden ook Meneba (2018) en de Waddenmolen in Uithuizermeeden (2022) ingelijfd.

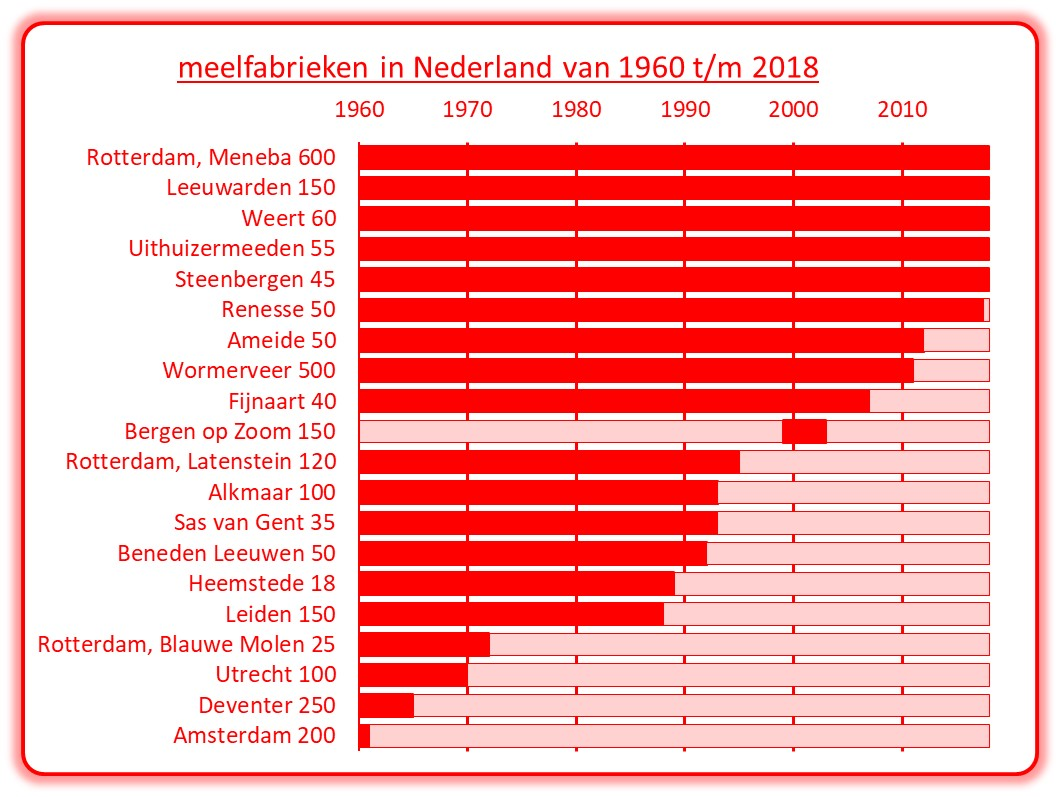
Meelfabrieken in Nederland van 1960 tot 2018

In onderstaand overzicht zijn de meelfabrieken opgenomen die meer dan 10.000 ton tarwe per jaar vermalen. Achter de locatie staat de jaarlijkse vermaling van tarwe in eenheden van 1.000 ton per jaar. Deze hoeveelheden zijn geen exacte cijfers, meer een indicatie van de productie in het laatst bekende jaar.